# نونو مندز
نونو مندز  (انگلیسی: Nuno Mendes؛ زادهٔ ۱۹ ژوئن ۲۰۰۲) بازیکن فوتبال اهل پرتغال است. وی در پست دفاع چپ برای پاری سن-ژرمن به میدان می رود.